# Геллис, Меер Янкелевич
Ме́ер Я́нкелевич (Я́ковлевич) Ге́ллис  (также Гирш Израилевич Геллис; ? — 1886) — российский революционер.

## Биография
Родился в Одессе в 1852 (либо в 1857) году в семье мещанина. Поступил в Одесское еврейское училище, в 1872 году перешёл в Одесское коммерческое училище.
Уклоняясь от воинской повинности, в 1874 году Геллис уехал за границу с поддельными документами на имя подданного Османской империи Германа Файнштейна. До 1875 года проживал в Цюрихе, впоследствии — в Женеве, работал в типографии журнала «Община».
В мае 1878 года вернулся в Одессу, где работал наборщиком в типографиях, проживая всё по тем же поддельным документам. В августе того же года организовал совместно с Леонидом Верцинским тайный революционный кружок, в котором занимался пропагандой среди рабочих. В феврале 1879 года Геллис принимал участие в убийстве полицейского агента Николая Гоштофта. 1 мая того же года был арестован в Одессе по обвинению в распространении прокламаций в Кишинёве и был заключён под стражу в Одесскую тюрьму. 1 апреля 1880 года на «процессе девятнадцати» Одесский военно-окружной суд признал Геллиса виновным в организации тайного общества, распространении прокламаций и проживанию по поддельным документам и приговорил его к смертной казни, заменённой впоследствии лишением всех прав состояния и бессрочной ссылке в каторжные работы. Был отправлен в Кару, прибыл туда 16 октября 1880 года.
6 июля 1882 года Геллис был отправлен в Санкт-Петербург, 18 сентября он был заключён в Трубецкой бастион Петропавловской крепости. С 29 апреля 1884 года его содержали в Алексеевском равелине, а 2 августа Геллис был переправлен в Шлиссельбургскую крепость, где он и скончался 10 октября 1886 года.